# 2MASS J00304384+3139321
2MASS J00304384+3139321 ist ein Brauner Zwerg im Sternbild Andromeda. Er wurde 1999 von J. Davy Kirkpatrick et al. entdeckt.
2MASS J00304384+3139321 gehört der Spektralklasse L2 an. Seine Position verschiebt sich aufgrund seiner Eigenbewegung jährlich um 0,075 Bogensekunden.